# Julien Watrin
Julien Watrin (* 27. Juni 1992 in Virton) ist ein belgischer Sprinter, der sich auf die 400 Meter spezialisiert hat. Er läuft außerdem die 4-mal-400-Meter-Staffel und 400 Meter Hürden.

## Karriere
Watrin gewann mit der belgischen 4-mal-400-Meter-Staffel 2015 bei den Halleneuropameisterschaften Gold und bei Bronze bei den IAAF World Relays. Nachdem er Europameister 2016 mit der 4-mal-400-Meter-Staffel geworden war, startete er wenige Wochen später bei den Olympischen Sommerspielen in Rio de Janeiro im Staffellauf, wo die Belgier den vierten Platz belegten. Bei den Europameisterschaften 2018 konnte er mit der belgischen Staffel seinen Europameistertitel verteidigen. Bei den Weltmeisterschaften 2019 in Doha gewann er mit der belgischen 4-mal-400-Meter-Staffel die Bronzemedaille.